# Pardosa duplicata
Pardosa duplicata este o specie de păianjeni din genul Pardosa, familia Lycosidae, descrisă de Saha, Biswas și Raychaudhuri, 1994. Conform Catalogue of Life specia Pardosa duplicata nu are subspecii cunoscute.